# Charles E. Scripps
Pour les articles homonymes, voir Scripps.
Charles E. Scripps (27 janvier 1920 - 3 février 2007) est un homme d'affaires américain du XXe siècle, qui a dirigé pendant 39 ans l'Empire de presse Scripps-Howard, en particulier la branche rebaptisée en 1963 E. W. Scripps Company, basée à Cincinnati dans l'Ohio.

## Biographie
Charles E. Scripps est l'un des petits-fils d'Edward Willis Scripps (1854-1926). Il commence sa carrière comme reporter au service du journal qu'avait fondé son grand-père The Cleveland Press en 1878. Ses cousins James G. Scripps et John P. Scripps (1913-1989) sont alors partis en Californie fonder des branches parallèles de l'empire, après plusieurs brouilles familiales. Un quatrième cousin, Samuel H. Scripps (1927-2007), un peu plus jeune que lui et également petit-fils d'Edward Willis Scripps (1854-1926), devient ensuite un mécène des arts.
Charles E. Scripps devient président du groupe Scripps Howard en 1953, au moment où Jack R. Howard, fils de Roy W. Howard, en devient le directeur général. En 1963, le groupe cède en bourse sa division audiovisuelle. Il est alors rebaptisé du nom du grand-père E. W. Scripps Company.
Tous deux soutiennent l'agence de presse du groupe, United Press International, quand elle traverse des difficultés dans les années 1970. En 1986, il crée la "Scripps Howard Foundation" au service de l'alphabétisation. L'Université de l'Ohio lui décerne un doctorat d'honneur en communications, en 1983, en l'honneur de sa contribution à la lutte en faveur de la liberté de la presse. Dans les années 1980, il investit dans des réseaux câblés locaux.